# Ourde
Ourde é uma comuna francesa na região administrativa de Occitânia, no departamento dos Altos Pirenéus. Estende-se por uma área de 5,60 km². Em 2010 a comuna tinha 42 habitantes (densidade: 7,5 hab./km²).